# First Love 〜ラブレター〜
「First Love 〜ラブレター〜」（ファースト ラブ ラブレター）は、Loveの1枚目のシングル。2009年8月26日に発売。

## 収録曲
1. Two Hearts
(作詞・作曲：Daichi / 編曲：CHOKKAKU)
  - CX系「金曜プレステージ」エンディング・テーマ
2. ラブレター
(作詞：Love, Jeff Miyahara & JUN.T  / 作曲：Love, Jeff Miyahara & Jeremy Soule / 編曲：Jeff Miyahara, Jeremy Soule)
  - 「レコチョク」CMソング
3. secret base ～君がくれたもの～ 
(作詞・作曲：Norihiko Machida / 編曲：Keita Kawaguchi)
4. Two Hearts (Instrumental)
5. ラブレター (Instrumental)
6. secret base ～君がくれたもの～ (Instrumental)